# Wil Boessen
Wil (Willy) Boessen (Sittard, 3 mei 1964) is een Nederlands voetbaltrainer en voormalig voetballer.

## Spelersloopbaan
Boessen begon zijn profcarrière in 1981 bij Fortuna Sittard. Daar behoorde hij negen seizoenen lang bij de selectie van het eerste elftal en na 1983 vaak als vaste waarde. In 1990 ging hij naar SVV waar hij de fusie met Dordrecht'90 tot SVV/Dordrecht'90 meemaakte en waar hij drie seizoenen speelde. In februari 1993 werd hij tot het einde van het seizoen aan De Graafschap verhuurd dat toen uitkwam in de Eerste divisie. Daar komt hij echter maar weinig aan de bak, daarom verkast hij in 1993 weer terug naar zijn oude liefde Fortuna Sittard, waarmee hij in 1995 promoveert naar de Eredivisie. Tot halverwege seizoen 1996/1997 blijft hij bij Fortuna. Daarna vertrekt hij naar Helmond Sport, waar hij zijn carrière heeft afgebouwd en tot 1999 speelde. Hij kwam in totaal tot 374 duels, waarin hij 13 keer scoorde.

## Statistieken
| Seizoen | Club             | Land      | Competitie     | Duels | Goals |
| ------- | ---------------- | --------- | -------------- | ----- | ----- |
| 1981/82 | Fortuna Sittard  | Nederland | Eerste divisie | 1     | 0     |
| 1982/83 | Fortuna Sittard  | Nederland | Eredivisie     | 0     | 0     |
| 1983/84 | Fortuna Sittard  | Nederland | Eredivisie     | 13    | 2     |
| 1984/85 | Fortuna Sittard  | Nederland | Eredivisie     | 32    | 1     |
| 1985/86 | Fortuna Sittard  | Nederland | Eredivisie     | 16    | 0     |
| 1986/87 | Fortuna Sittard  | Nederland | Eredivisie     | 31    | 2     |
| 1987/88 | Fortuna Sittard  | Nederland | Eredivisie     | 29    | 0     |
| 1988/89 | Fortuna Sittard  | Nederland | Eredivisie     | 33    | 2     |
| 1989/90 | Fortuna Sittard  | Nederland | Eredivisie     | 29    | 3     |
| 1990/91 | SVV              | Nederland | Eredivisie     | 28    | 0     |
| 1991/92 | SVV/Dordrecht'90 | Nederland | Eredivisie     | 26    | 1     |
| 1992/93 | Dordrecht'90     | Nederland | Eredivisie     | 17    | 0     |
| 1992/93 | → De Graafschap  | Nederland | Eerste divisie | 9     | 0     |
| 1993/94 | Fortuna Sittard  | Nederland | Eerste divisie | 23    | 2     |
| 1994/95 | Fortuna Sittard  | Nederland | Eerste divisie | 26    | 0     |
| 1995/96 | Fortuna Sittard  | Nederland | Eredivisie     | 27    | 0     |
| 1996/97 | Fortuna Sittard  | Nederland | Eredivisie     | 10    | 0     |
| 1996/97 | Helmond Sport    | Nederland | Eerste divisie | 17    | 0     |
| 1997/98 | Helmond Sport    | Nederland | Eerste divisie | 8     | 0     |
| 1998/99 | Helmond Sport    | Nederland | Eerste divisie | 22    | 2     |
| Totaal  | Totaal           | Totaal    | Totaal         | 397   | 15    |

## Trainersloopbaan
Sinds 2002 is Boessen assistent trainer van VVV-Venlo. In 2007 promoveerde hij met VVV-Venlo naar de Eredivisie. Na het gedwongen vertrek van hoofdtrainer Jan van Dijk in december 2010 fungeert Boessen tijdelijk als interim-trainer. In januari 2011 werd bekend dat hij het seizoen afmaakt als hoofdtrainer. Boessen maakte op 31 mei 2011 bekend dat hij stopte als hoofdtrainer van VVV-Venlo.
Op 7 januari 2012 meldde Dagblad De Limburger dat Boessen bij de voetbalacademie Toljatti in Rusland ging werken. Op 12 juni meldde De Limburger dat Boessen hoofdtrainer wordt bij Fortuna Sittard. Hij tekende hier een contract voor twee jaar. Daarna werd hij tot seizoen 2014/15 trainer bij FC Oss. Hij won voor de prestaties bij die club een Bronzen Stier, maar werd vlak voor de nacompetitie toch ontslagen. In september 2015 werd hij trainer van het Thaise Chiangmai FC, uitkomend op het tweede niveau van Thailand. In april 2016 ging hij aan de slag bij Lampang FC, eveneens uitkomend op het tweede niveau.
Eind augustus 2016 liep dat contract af. In april 2017 werd bekend dat hij in seizoen 2017/18 hoofdtrainer is van FC Den Bosch. Hij volgde Wiljan Vloet op. Met de club won hij de tweede periode in het seizoen 2018/19. Hij werd op 23 april 2019 ontslagen na een slechte reeks na de winterstop.
Op 4 juni 2019 werd bekend dat Boessen vanaf het seizoen 2019/20 de nieuwe hoofdtrainer is van Helmond Sport, waar bij de eerder ontslagen Rob Alflen opvolgt. Hij tekende daar een contract voor twee seizoenen. Op 2 januari 2021 werd dat contract met twee jaar verlengd.
Op 14 februari 2022 werd bekendgemaakt dat Boessen en zijn assistent trainer Frank van Kempen per direct waren ontslagen. Boessen is vervangen door Sven Swinnen met Dylan Malicheff als assistent-trainer, beide komen ze over van KV Mechelen, waar Helmond Sport een samenwerking mee heeft. Boessen is ontslagen vanwege zeer tegenvallende prestaties in seizoen 2021/22.
Vanaf het seizoen 2022/23 was hij de assistent-trainer van Adil Ramzi bij Jong PSV. Voor aanvang van het seizoen 2023/24 nam hij de taken van Ramzi over toen de Marokkaan de overstap maakte naar Wydad AC Casablanca. Wilfred Bouma en Theo Lucius werden zijn assistent. 